# Transrapid Shanghai
Der Transrapid Shanghai (englisch Shanghai Maglev Train (SMT) oder verkürzt Shanghai Maglev) ist eine Magnetschwebebahn-Strecke, die auf 30 km von der Station Longyang-Straße (chinesisch 龙阳路, Pinyin Lóngyáng-lù) in einem Außenbezirk Shanghais (Volksrepublik China), nahe dem Messezentrum Shanghai New International Expo Centre (SNIEC), zum Shanghai Pudong International Airport führt. Die am 31. Dezember 2002 in den Probebetrieb gegangene und am 1. Januar 2004 offiziell eröffnete Strecke stellt die bislang einzige kommerzielle Anwendung des Transrapid-Systems sowie den schnellsten im kommerziellen Einsatz befindlichen Zug dar. Betreiber der Strecke ist die Shanghai Maglev Transportation Co., Ltd (上海磁浮交通有限公司, SMTDC).

## Fahrzeuge und Technik

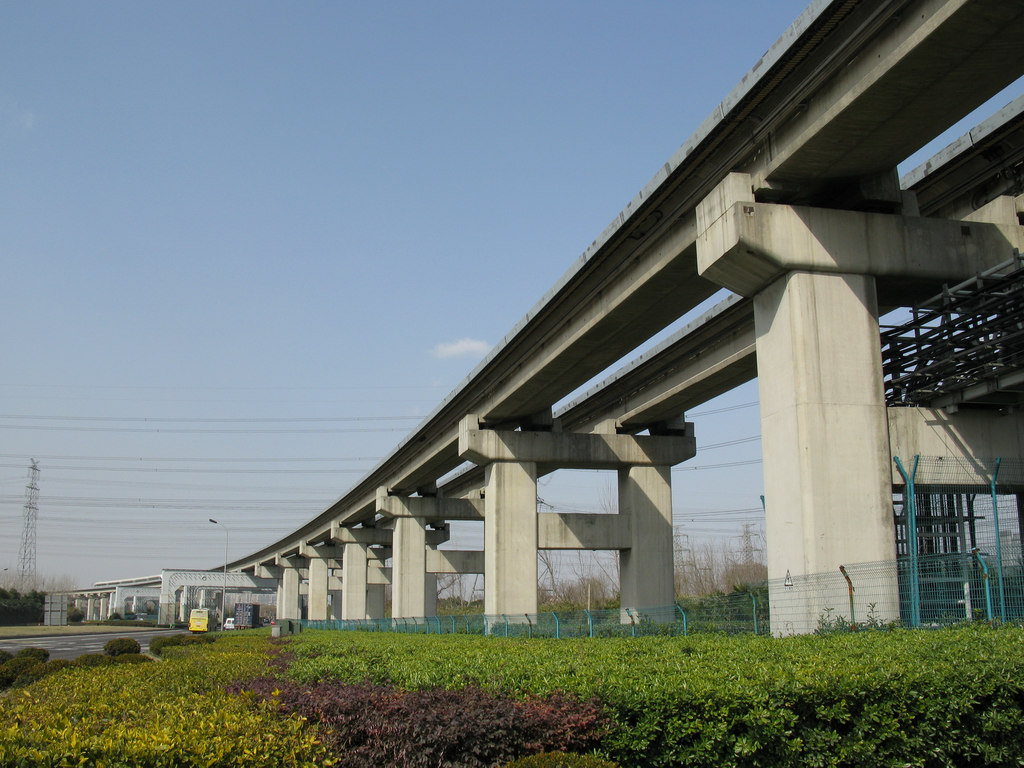
Der Fahrweg an der Luoshan Road

Auf der Strecke werden insgesamt vier Magnetbahn-Fahrzeuge eingesetzt. Von diesen sind drei Transrapid-Fahrzeuge vom Typ (Transrapid) SMT. Sie werden Shanghai Maglev Train (SMT, 上海磁浮列车) bzw. Cixuanfu lieche (磁悬浮列车) genannt und basieren auf dem Transrapid 08 als erstes Vorserienfahrzeug der Baureihe, der von 1999 bis 2006 in Deutschland getestet wurde.
Obgleich optisch nur eine andere Bemalung auffällt, unterscheiden sich die SMT- und TR08-Züge in einigen Punkten. Dabei fehlt jeweils auf jeder Seite einer Sektion ein Fenster wegen der Luftauslässe der leistungsstärkeren Klimaanlagen. Der Unterboden wurde abgeändert, die Stahlkufen durch CFK-Kufen ersetzt und die Fahrzeugelektronik auf die Anforderungen in Shanghai angepasst. Im Innenbereich verfügt der SMT über eine andere Bestuhlung, der Innenraum ist in zwei Klassen aufgeteilt. Zudem fehlen Glastüren sowie Toiletten.
Die Fahrzeuge sind in eine erste und zweite Klasse aufgeteilt. Die erste Klasse nimmt mit 56 als Ledersitze ausgeführten Sitzplätzen eine der Endsektionen ein, die andere Endsektion mit 78 Sitzplätzen sowie die drei Mittelsektionen mit je 110 Sitzplätzen werden von der zweiten Klasse belegt. Es wird vermehrt vom Verschleiß der Innenausstattung der Fahrzeuge berichtet.
Im Frühjahr 2010 wurde ein in China gebautes Fahrzeug vorgestellt, das im Rahmen des CM1-Dolphin-Projekts zur Entwicklung einer chinesischen Magnetschwebebahn mit Transrapid-Technik entstanden war. Lediglich das Magnetfahrwerk wurde in Deutschland gefertigt. Im Rahmen der Kooperationsverträge mit den deutschen Systemherstellern war ein Technologietransfer vereinbart worden, der es der chinesischen Seite ermöglichen soll, die Züge weitgehend eigenständig zu bauen. Das Fahrzeug befindet sich seit Januar 2011 als insgesamt viertes Fahrzeug im Alltagseinsatz auf der Strecke. Es entspricht optisch weitestgehend dem „deutschen“ Transrapid, besitzt aber einen geringeren Luftspalt von 8 mm und andere Rücklichter.
Eine besondere Herausforderung bei der Errichtung des Fahrwegs lag im sandigen, wasserhaltigen und sumpfigen Sedimentboden in Shanghai. Anstelle der ursprünglich angestrebten zweigliederigen 55 Meter langen Fahrwegträger wurden aufgrund der besseren Transportierbarkeit eingliedrige 24,8-Meter-Träger eingesetzt, die auf bis zu 48 Meter lange in den Boden reichende Säulen gestützt sind.

## Betrieb

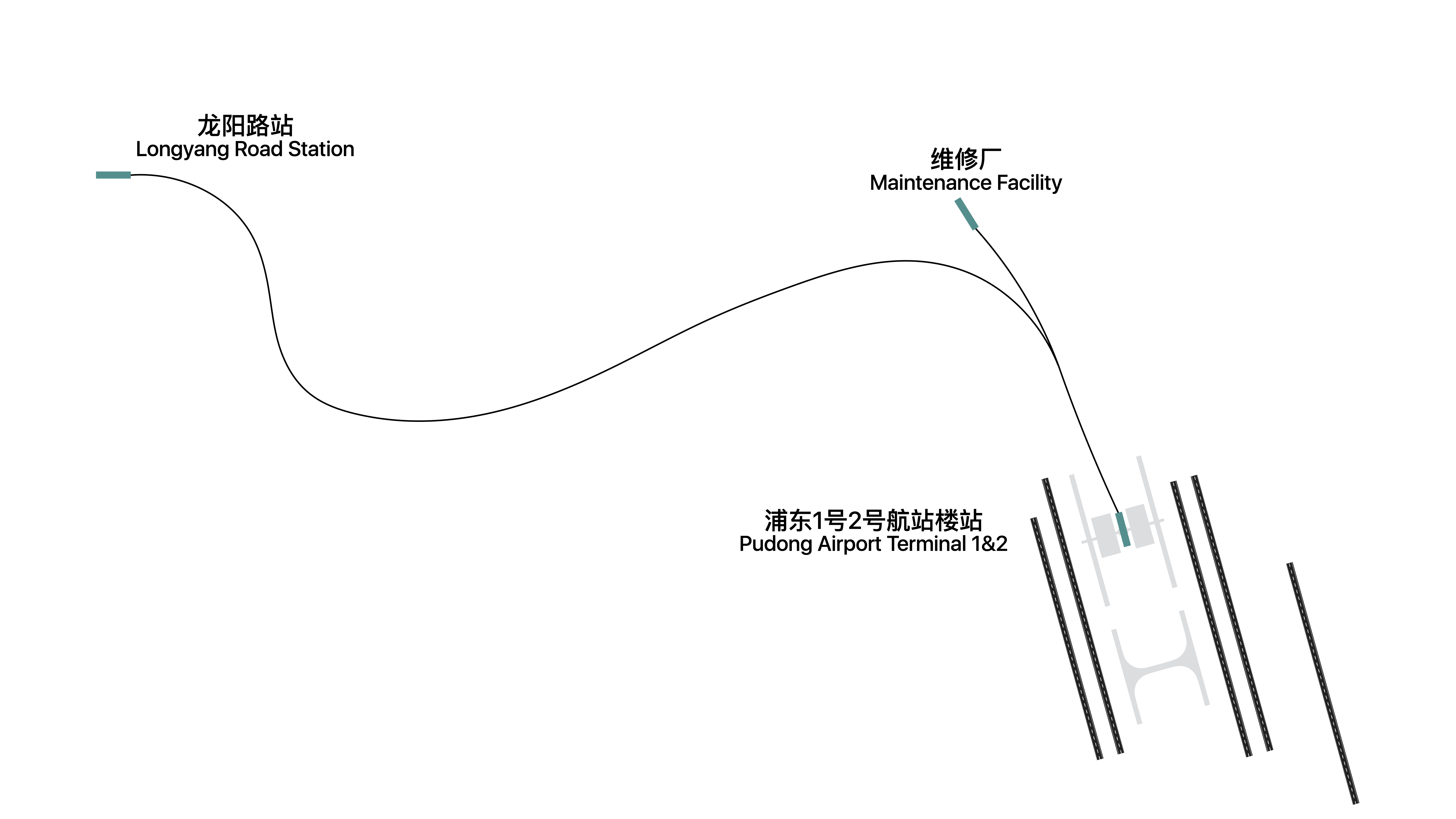
Plan der Strecke (2024)

Die Züge benötigen bei Höchstgeschwindigkeit 430 km/h für die 30 km lange Strecke 7 Minuten und 18 Sekunden. Nach 3½ Minuten (zurückgelegte Strecke: 12,5 km) ist die Betriebshöchstgeschwindigkeit von 431 km/h erreicht. Sie wird für 50 Sekunden gehalten, bevor die Verzögerungsphase (wiederum 12,5 km) beginnt. Die Durchschnittsgeschwindigkeit auf dieser Strecke beträgt 247 km/h. Mittlerweile verkehren alle Fahrten nur noch mit einer reduzierten Höchstgeschwindigkeit von 300 km/h, wodurch sich die Fahrzeit auf ca. 8 Minuten erhöht. Damit soll das überlastete Stromnetz in Shanghai geschont werden.
Der Transrapid verkehrt um 06:45 Uhr ab der Longyang Road Station das erste Mal, anschließend von 07:00 bis 21:40 Uhr alle 20 Minuten. Bis zum 1. September 2023 verkehrte der Transrapid alle 30 Minuten, die Zugfolgezeit wurde aufgrund eines gestiegenen Fahrgastaufkommens jedoch zum 1. September 2023 auf 20 Minuten gesenkt. Von Betriebsbeginn bis Ende 2023 wurden eine Verfügbarkeit von 99,94 % sowie eine Pünktlichkeit von 99,89 % erreicht.
Eine einfache Fahrt in der 2. Klasse kostet 50 CNY (Yuan) (ca. 6 Euro), in der 1. Klasse 100 CNY. Ursprünglich betrug der Fahrpreis für die 2. Klasse 75 CNY und für die 1. Klasse 150 CNY, wurde aber bereits Mitte 2004 infolge geringer Auslastung gesenkt.
Die Strecke ist Medienberichten zufolge wegen geringer Auslastung defizitär. Welt Online nannte am 20. Januar 2009 unter Berufung auf China Business Journal einen Verlust der Betreiber von mindestens 100 Millionen Euro bis Ende 2007 und eine Auslastung von unter 20 Prozent. Dies wird zum einen auf den im Vergleich zur Metro Shanghai – die für die Strecke mit zahlreichen Zwischenhalten 45 Minuten benötigt – deutlich höheren Fahrpreis und zum anderen auf die Entfernung der Longyang Road Station, die ursprünglich zentral im neuen Finanzviertel angesiedelt war, zur Innenstadt zurückgeführt. Dies ist eine Distanz, die ebenfalls mit der Metro überwunden werden müsste, was den Umstieg unattraktiv macht. Von anderer Seite wird jedoch darauf hingewiesen, dass die Strecke, die als Demonstrationsstrecke intendiert war, nie die Bestimmung hatte, wirtschaftlich profitabel zu sein und Gewinne einzufahren.

## Geschichte

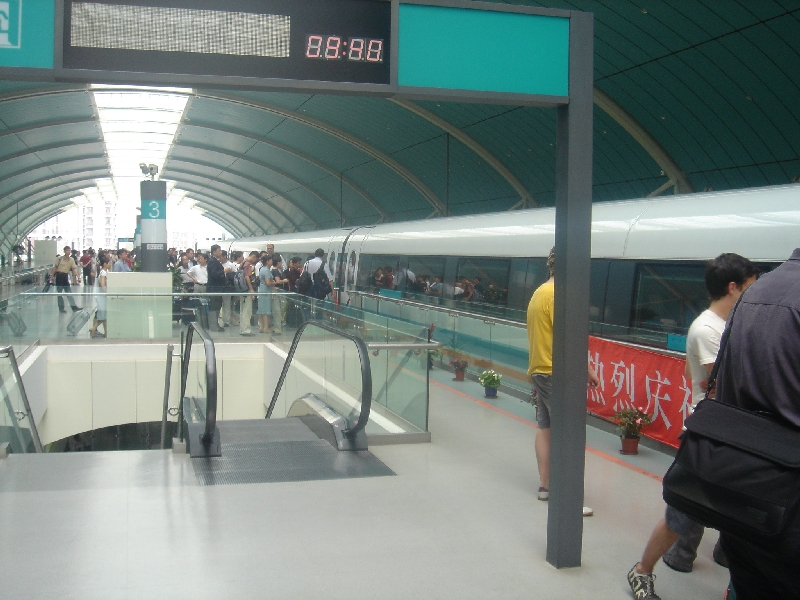
Haltestelle Longyang-Straße in Shanghai

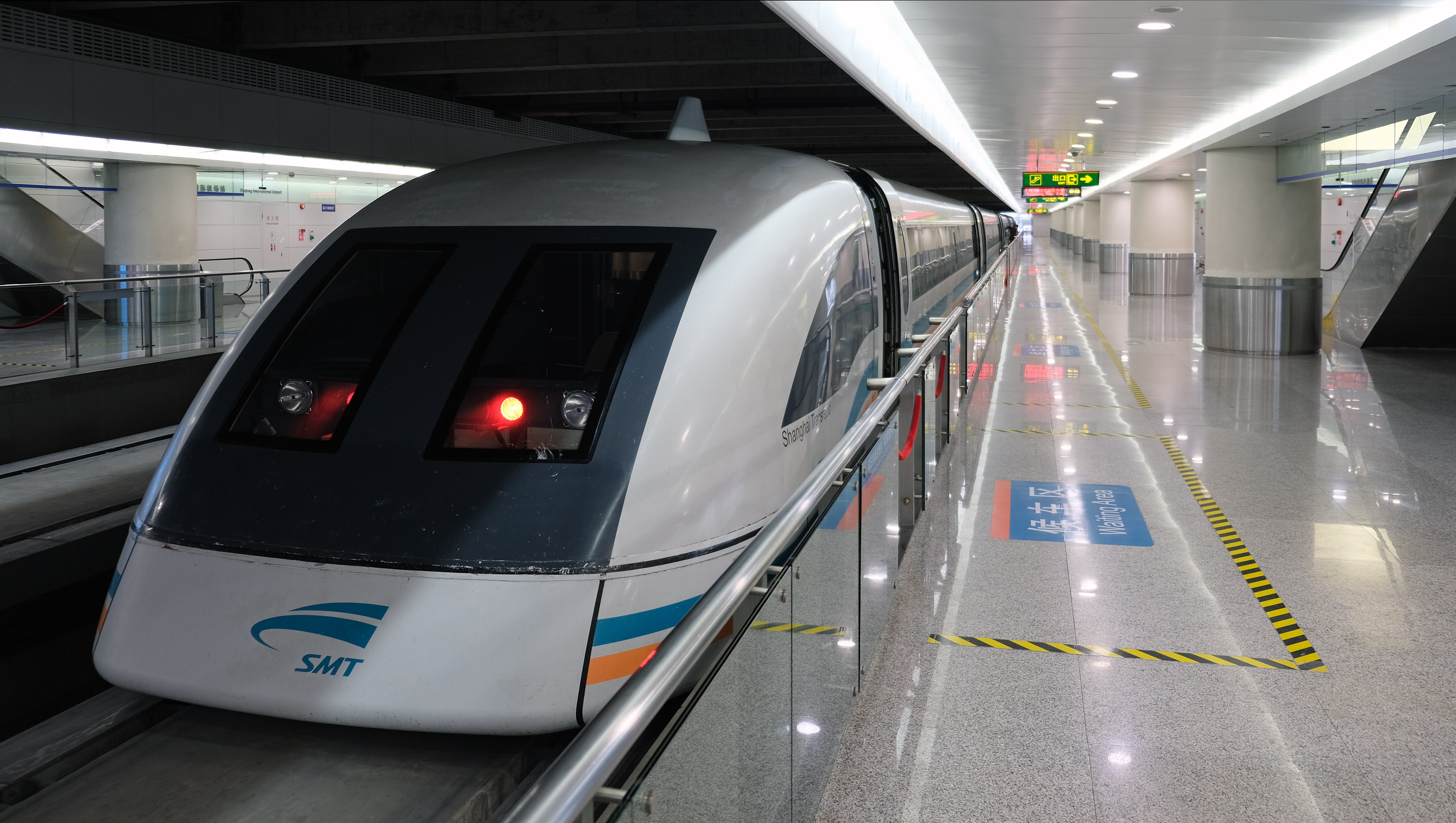
Endhaltestelle am Flughafen Shanghai-Pudong

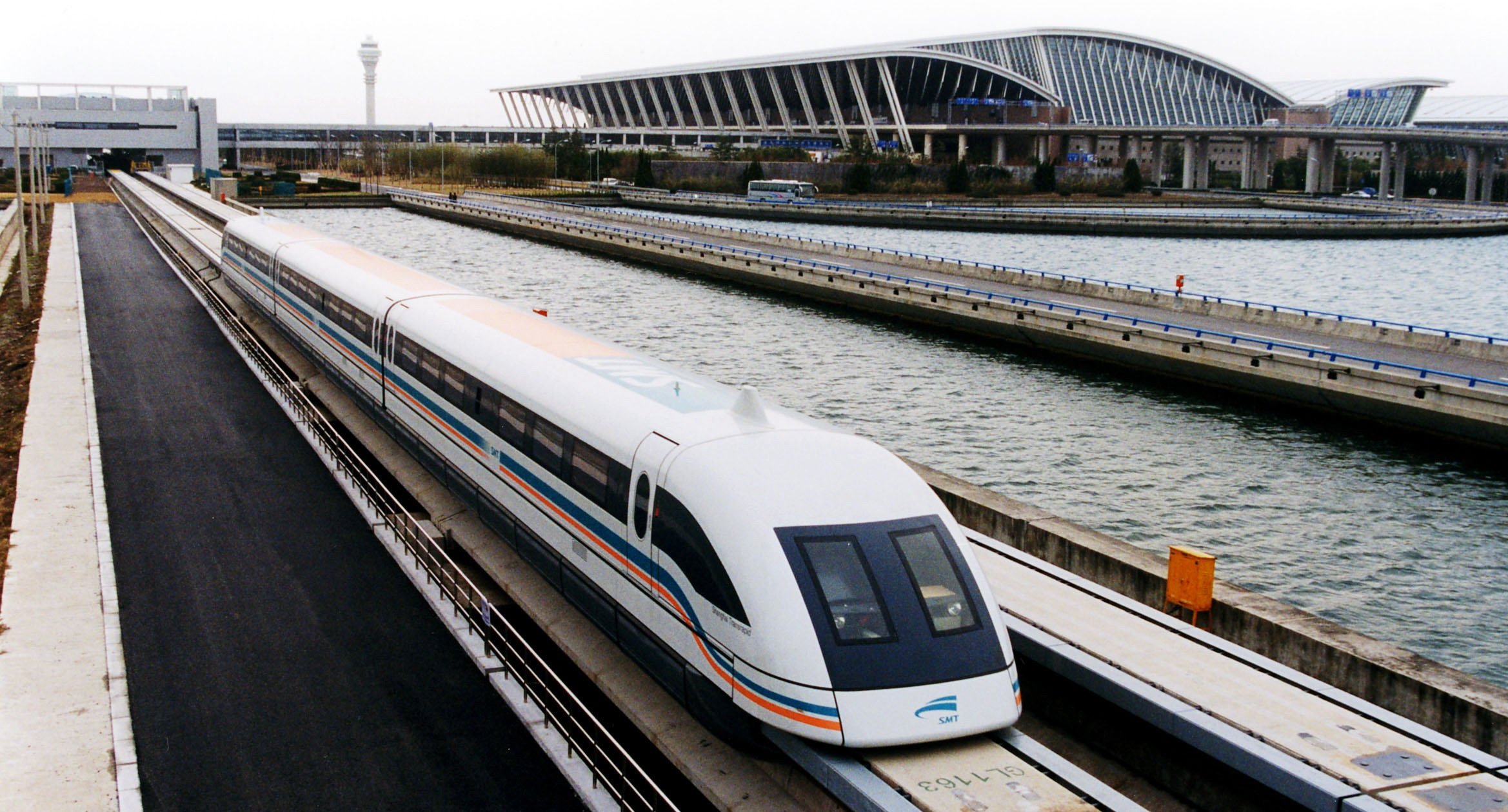
Transrapid 08 in Shanghai, Ausfahrt aus Flughafenstation Pudong

Die Vermarktung des Transrapid war um die Jahrtausendwende ins Stocken geraten, als der Baubeginn der ersten konkret geplanten Einsatzstrecke, der Magnetschnellbahn Berlin–Hamburg, durch neue Kostenschätzungen verzögert wurde. Diese führten im Februar 2000 zur Beendigung des Projektes. Neben Planungen für kürzere Strecken im Inland wurden ab 1999 daher auch Einsatzmöglichkeiten außerhalb Deutschlands ins Auge gefasst.
China hatte bereits Interesse am Einsatz des Transrapid gezeigt. Bei einem Staatsbesuch von Bundeskanzler Gerhard Schröder Anfang November 1999 unterzeichneten Vertreter von ThyssenKrupp und des chinesischen Wissenschaftsministeriums eine Absichtserklärung über die Errichtung einer 50 bis 100 km langen Erprobungsstrecke für den Transrapid. Sie sollte demonstrieren, ob die Nutzung der Technologie auch auf längeren Strecken in China möglich ist. Als Standorte wurden dabei Peking oder der Ballungsraum Shanghai in Erwägung gezogen, auch die geplante Schnellfahrstrecke Peking–Shanghai war im Gespräch. Für das Projekt sollten Medienberichten zufolge ab Februar auch nicht genutzte Fördergelder für die Strecke Berlin–Hamburg verwendet werden. Bei einem Gegenbesuch des chinesischen Ministerpräsidenten Zhu Rongji unterzeichneten Transrapid International und Xu Kuangdi, der Bürgermeister der Stadt Shanghai, im Beisein von Schröder und Zhu eine Vereinbarung, eine gemeinsame Machbarkeitsstudie für den Flughafenzubringer durchzuführen. Die chinesische Delegation besuchte außerdem die Transrapid-Versuchsanlage Emsland. Im August 2000 wurde die Shanghai Maglev Transportation Development Co. Ltd. (SMTDC) mit einem Kapital von 2 Mrd. CNY gegründet. Acht Teilhaber investierten in das Projekt.
Am 20. November 2000 wurde die Machbarkeitsstudie für das Streckenprojekt veröffentlicht. Gleichzeitig begannen die Verhandlungen zwischen Deutschland und China über die Lieferungen der Bauteile und Service-Leistungen. Am 23. Januar 2001 unterzeichneten dann auf chinesischer Seite die SMTDC sowie einige Unternehmen aus Shanghai und auf deutscher Seite das Transrapid-Konsortium, vertreten durch Siemens, ThyssenKrupp Transrapid und Transrapid International den Vertrag über 1,293 Milliarden DM. Das Auftragsvolumen für die vier sechsteiligen Fahrzeuge (geliefert durch Thyssen-Krupp) sowie die Steuerungs-, Antriebs- und Signaltechnik (geliefert durch Siemens) wurde auf unter zwei Milliarden DM beziffert. Die deutsche Bundesregierung bezuschusste das Vorhaben mit 200 Millionen DM aus Zinserlösen der UMTS-Versteigerungen. Der erste Zug sollte am 1. Januar 2003 über die Strecke schweben, der reguläre Betrieb sollte Anfang 2004 aufgenommen werden. Ein weiterer Vertrag über den „Transfer der Technologie des Fahrwegsystems“ wurde am 26. Januar unterzeichnet. Die Unterzeichnung war ursprünglich für Mitte Dezember 2000 erwartet worden, wurde aber verschoben, nachdem sich beide Seiten nicht über den Preis einig wurden. Darüber hinaus wurden offenbar erneut Fördermittel vom deutschen Staat gefordert. Im Februar 2001 wurde auf Basis der Machbarkeitsstudie ein erster Design-Entwurf des Projektes abgeschlossen. Mit Hilfe des deutschen Technologietransfers begann dann die endgültige Konstruktion von Trasse, Fahrweg und Wartungszentrum.
Am 1. März 2001 erfolgte die Grundsteinlegung für die Strecke. Gleichzeitig begann der Bau der Fabrikhalle für die Produktion der Fahrwegträger. Im weiteren Verlauf des Monats wurde der Ankauf der Grundstücke und der Abriss von Gebäuden, die auf der Fläche des Fahrwegs liegen, weitgehend abgeschlossen.
Das erste SMT-Fahrzeug wurde am 20. Juni 2002 im Transrapid-Werk von ThyssenKrupp in Kassel von Bundesverkehrsminister Kurt Bodewig für die Überführung nach Shanghai vorbereitet. Der Zug wurde mit Tiefladern nach Bremerhaven gebracht und von dort per Schiff nach Shanghai transportiert, wo es im August 2002 ankam. Das letzte Fahrzeug folgte im Juli 2003. Ende 2002 wurde eine der beiden Spuren fertiggestellt und es fanden auf der Trasse erste Versuchsfahrten statt. Am 31. Dezember 2002 fand schließlich ein sogenannter VIP-Run in Anwesenheit von Zhu Rongji und Gerhard Schröder statt.
Vom 1. Januar bis 17. März 2003 ging die Strecke in den einspurigen Testbetrieb, wobei erste Besucherfahrten angeboten wurden. Auf dem Schwarzmarkt wurden hierfür Tickets für bis zu 1000 US-Dollar gehandelt. Bis Anfang 2004 nahmen mehr als 130.000 Personen an den Testfahrten teil. Im März begann der Test der heute eingesetzten Fünf-Sektionen-Fahrzeuge, im Juni 2003 der automatisch gesteuerte und gesicherte Versuchsbetrieb mit zwei Fahrzeugen und Zugbegegnung auf beiden Spuren. Ab dem 18. August 2003 wurde der automatische Umlaufbetrieb mit drei Fahrzeugen erprobt. Im November 2003 fanden zudem Testfahrten mit Fahrzeugen in Zwei-, Fünf- und Acht-Sektionen-Konfiguration statt. Im selben Monat überbot ein Zug den vom Transrapid 07 im Juni 1993 aufgestellten Geschwindigkeitsrekord von 450 km/h mit 471 km/h, am 12. November 2003 stellte ein nicht modifizierter Transrapid-Zug in Shanghai mit 501,5 km/h einen neuen Rekord als schnellster kommerziell eingesetzter Zug auf. Dieses Übertreffen der von japanischen Zügen erreichten 500 km/h war zuvor von Zhu vorgegeben worden.
Im Dezember 2003 erfolgte die Freigabe zur kommerziellen Nutzung als fahrplanmäßig schnellstes spurgebundenes Fahrzeug der Welt. Die ursprünglich für den 1. Januar 2004 angesetzte Aufnahme des regulären Betriebes erfolgte am 29. Dezember 2003. Der fahrplanmäßige Betrieb wurde testweise zunächst werktags auf 9 bis 17 Uhr beschränkt, am Wochenende verkehrten die Züge regulär. In den ersten Betriebswochen blieb die Zahl der Fahrgäste mit etwa 500 bis 600 pro Tag deutlich hinter den Erwartungen zurück. Der Betrieb war jedoch zunächst auf einige Stunden pro Tag beschränkt. Der 1.000.000-ste Passagier fuhr am 3. Juli 2004 mit dem Transrapid.

### Ausbaupläne

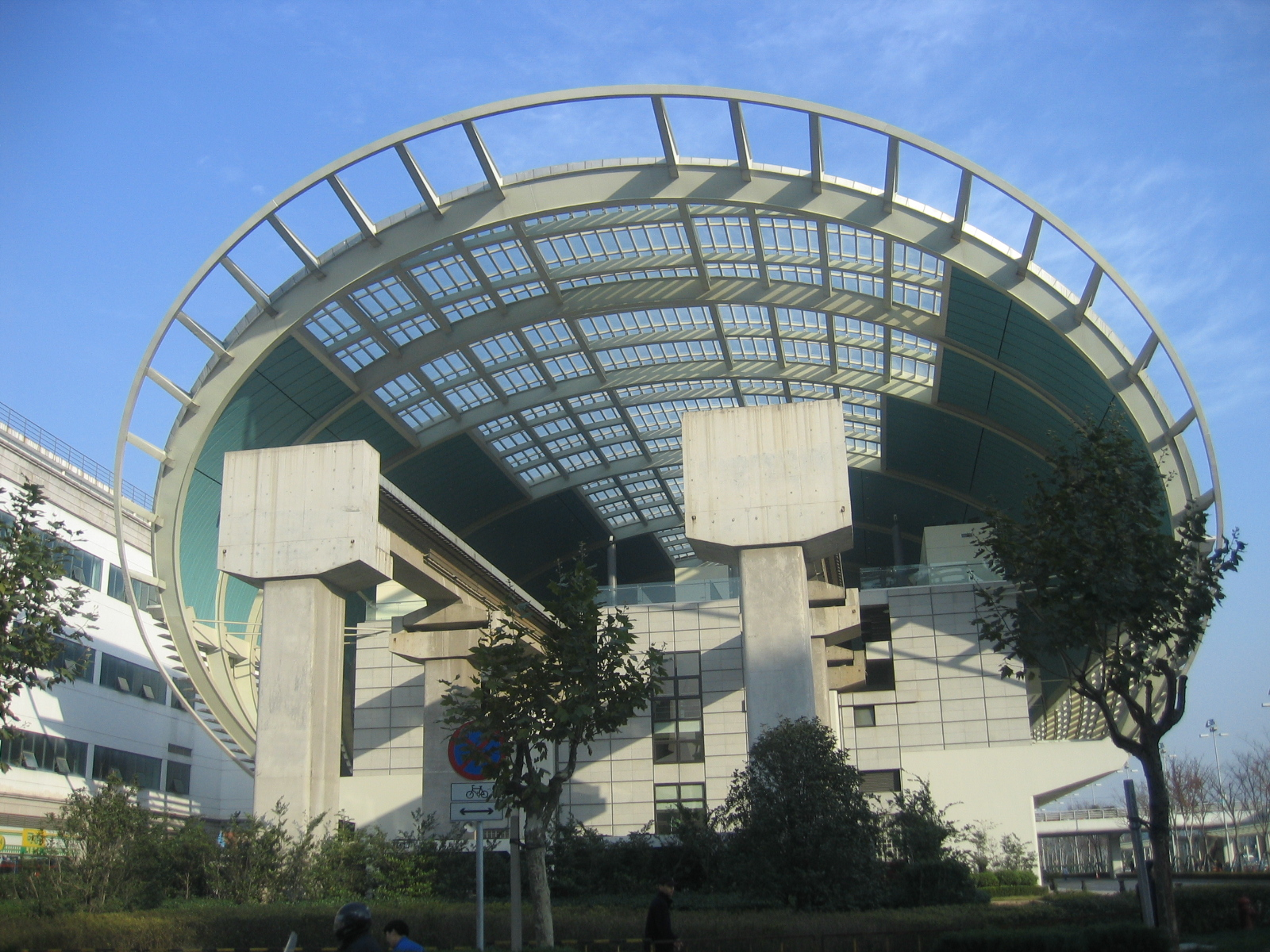
Am anderen Ende der Longyang Road Station sollte die Streckenverlängerung beginnen.

Die Strecke war in ihrem Zweck als Erprobungsstrecke bewusst als kurze Erprobungsstrecke gehalten worden, um ihre Einbindung in ein zukünftiges chinesisches Magnetbahn-Netz möglich zu machen. Daher waren von Beginn der Streckenplanung an verschiedene Verlängerungen der Linie im Gespräch, über die bereits 2003 entschieden werden sollte.
Während der Einweihungsfahrt am 31. Dezember 2002 sagte Zhu Rongji die Verlängerung der Strecke in das 170 Kilometer entfernte Hangzhou, zusammen mit einer Anbindung des Geländes der kurz zuvor nach Shanghai vergebenen Expo 2010, zu. Er wolle dies zusammen mit einer Strecke nach Nanjing noch in seiner Amtszeit umsetzen.
Der Einsatz des Systems auf der Schnellfahrstrecke Peking–Shanghai, wie ihn Zhu im Mai 2001 bei Erfolg des Transrapid Shanghai in Aussicht gestellt hatte, scheiterte hingegen, die Entscheidung fiel zugunsten der Rad-Schiene-Technik.

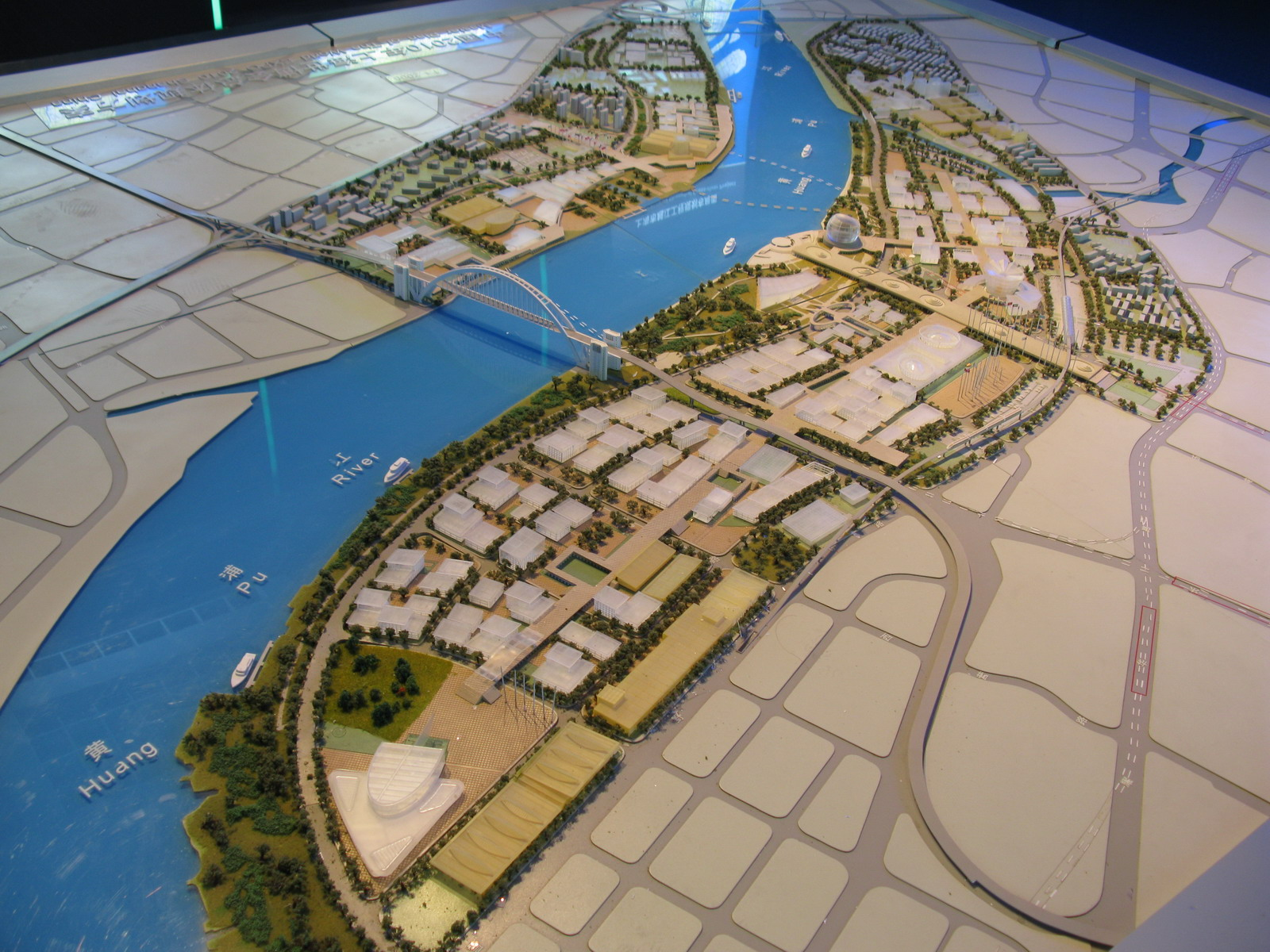
Die geplante Expo 2010, in der rechten Bildhälfte die vorgesehene Transrapid-Strecke

Ein weiterer Ausbauplan beinhaltete die Verbindung des Flughafens Shanghai-Pudong mit dem 53 Kilometer westlich liegenden Inlandsflughafen Hongqiao, ebenfalls über Anbindung des Geländes der Weltausstellung. Die 34 Kilometer lange Verbindung zum zweiten Flughafen sollte insbesondere die Wirtschaftlichkeit der dann zentraler verlaufenden Gesamtstrecke wegen der zu dem Zeitpunkt unbefriedigenden Auslastung verbessern. Nach der Ankündigung von Umsiedlungen durch die Behörden begannen Anwohner ab 2007 gegen die Streckenverlängerung zu demonstrieren und die Planungen zu verzögern. Befürchtet wurden bei geringen Abständen der einzelnen Wohnhäuser zur Trasse insbesondere Lärm und gesundheitliche Beeinträchtigungen durch Strahlenbelastung, deren Bedenklichkeit Anfang Dezember 2007 jedoch von der Umweltbehörde der Stadt widerlegt wurden. Um das Projekt dennoch zu verwirklichen, wurde der Streckenverlauf angepasst. Er wurde um drei Kilometer auf 31,8 Kilometer verkürzt, teils in Tunnel verlegt, um dichter besiedelte Wohngebiete herumgeleitet und es wurden Pufferzonen eingerichtet, in denen die Höchstgeschwindigkeit auf 200 km/h festgesetzt wurde, womit die Lärmbelästigung minimiert werden sollte. Durch die Änderungen erhöhten sich die Kosten des Streckenbaus nach chinesischen Berechnungen auf insgesamt 1,5 Milliarden Euro bei 46 Millionen Euro pro Kilometer und hatten sich gegenüber den ursprünglichen Planungen von 20 Millionen Euro pro Kilometer mehr als verdoppelt. Dennoch wurde im Januar 2008 bekanntgegeben, dass der Bau im selben Monat beginnen und die Strecke pünktlich zum Beginn der Weltausstellung fertiggestellt werden solle. Die Strecke, welche mit der zu diesem Zeitpunkt im Bau befindlichen Schnellfahrtstrecke nach Peking verknüpft werden sollte, wurde zudem als Teilstück der noch zu bauenden Trasse nach Hangzhou ausgewiesen.
Für diese war im März 2006 der Bau durch den chinesischen Staatsrat genehmigt worden, was aber einem Bauauftrag noch nicht gleichkam. Die Strecke sollte 4,3 Milliarden US-Dollar (umgerechnet damals etwa 3,6 Milliarden Euro) kosten und den Flughafen Pudong und Hangzhou in 26 Minuten miteinander verbinden. Auch wenn offiziell nie ein Ende des Projektes beschlossen wurde, kam es nicht zu einem Bau der Strecke, da weitere Uneinigkeiten zur Finanzierung der Strecke sowie einem etwaigen Technologietransfer bestanden. Im Dezember 2008 erklärte Siemens zudem den Plan der Verbindung der beiden Flughäfen in Shanghai pünktlich zur Expo 2010 durch den Transrapid für gescheitert. Im Dezember 2024 wurde hingegen eine konventionelle Express-U-Bahn-Linie eröffnet, die die Flughäfen Hongqiao und Pudong in etwa 40 Minuten miteinander verbindet. Im Oktober 2010 wurde der 2009 begonnene Bau einer Hochgeschwindigkeitsstrecke zwischen Shanghai und Hangzhou abgeschlossen, die für die Strecke nur zehn Minuten mehr als der Transrapid benötigte. Infolgedessen wurde die Erweiterung nach Hangzhou im Januar 2011 offiziell aufgegeben.

### Zwischenfälle
Im April 2004 kam es an mehreren Stellen der Strecke zu einem Absacken der Trasse um mehrere Millimeter. Nach Angaben von Transrapid International war die Absenkung auf den sumpfigen Untergrund des Transrapid Shanghai zurückzuführen. Der Betrieb der Strecke wurde nicht beeinträchtigt.
Am 11. August 2006 kam es zu einem technischen Defekt, wodurch eine Sektion eines fünfteiligen Zuges stellenweise in Brand geriet.
Augenzeugenberichten zufolge fing der zweite Waggon plötzlich Feuer. Der Zug konnte nach 500 Metern anhalten und der Brand schnell gelöscht werden. Trotz der starken Rauchentwicklung wurde niemand verletzt, es entstand nur Sachschaden. Der Fahrweg wurde jedoch mehrere Tage durch den havarierten Zug blockiert und fiel somit für den Betrieb aus. Als Ursache wurde eine defekte Batterie vermutet.